# Коростели (Смоленская область)
Коростели — Деревня в Угранском районе Смоленской области России. Входит в состав Знаменского сельского поселения. 
Население — 7 жителей (2007 год). 
Расположена в юго-восточной части области в 30 км к северо-востоку от Угры, в 11 км севернее автодороги Р132 Вязьма — Калуга — Тула — Рязань, на берегу реки Угра. В 19 км западнее от деревни находится железнодорожная станция Волоста-Пятница на линии Торжок-Брянск.

## История
В годы Великой Отечественной войны деревня была оккупирована гитлеровскими войсками в октябре 1941 года, освобождена в марте 1943 года.